# Alessandro Passerin d'Entrèves
Alessandro (Alexandre) Passerin d'Entrèves et Courmayeur (pron. fr. AFI: [alɛksɑ̃dʁə pasørɛ̃ dɑ̃tʁɛv]) (Torino, 26 aprile 1902 – Torino, 15 dicembre 1985) è stato un filosofo, storico e partigiano italiano.

## Biografia
Passerin d'Entrèves nacque a Torino ma proveniva dall'antica famiglia valdostana dei Passerin d'Entrèves et Courmayeur, da Hector (Ettore) Passerin d’Entrèves et Courmayeur e Maria Gamba; il fratello Charles-Pierre (Carlo Piero; 1889-1963), erede del titolo comitale, era il padre dello storico Hector Honorius (Ettore Onorio) Passerin d'Entrèves et Courmayeur.
Ottenuta la maturità classica al Liceo classico Massimo d'Azeglio di Torino, nel 1922 si laureò con Gioele Solari (maestro anche di Bobbio e Firpo). Fu tra gli amici di Piero Gobetti, collaborò alla "Rivoluzione Liberale" e pubblicò la sua tesi su Hegel nella casa editrice fondata dallo stesso Gobetti. I suoi altri maestri furono a Torino Francesco Ruffini e Luigi Einaudi e, in Gran Bretagna, dove conseguì nel 1932 un dottorato sul pensiero politico medievale e sul costituzionalismo di Richard Hooker, i celebri fratelli Carlyle, docenti all'Università di Oxford. Nel 1935 vinse una cattedra di storia delle dottrine politiche all'Università degli Studi di Messina ma si trasferì presto all'Università degli Studi di Pavia, poi ritornò a Torino.

Alessandro Passerin d'Entrèves da giovane

Fu capitano di complemento degli Alpini e membro del CLN, dal quale venne nominato, nel 1945, primo prefetto di Aosta. Insieme con Federico Chabod, fu all'origine dello statuto della Regione autonoma Valle d'Aosta.

Sfilata partigiana dopo la Liberazione di Aosta: il quarto da sinistra è Passerin d'Entrèves, prefetto del C.L.N.

Dal 1945 al 1956 tenne a Oxford la cattedra di studi italiani (Serena Professor of Italian) e svolse vari semestri di insegnamento all'Università Yale.
Rientrato in Italia, Passerin d'Entrèves insegnò dottrina dello stato e successivamente storia del pensiero politico medievale. Dopo anni di discussione, riuscì a far inserire nei piani di studi dell'università italiana il corso di "filosofia politica", disciplina che insegnò fino al 1972 a Torino, quando lasciò la cattedra a Norberto Bobbio.
Nel 1969 fu tra i fondatori della facoltà di scienze politiche dell'Università di Torino, di cui divenne successivamente il primo preside. Fra le sue opere più note, La dottrina dello stato, del 1962, è considerata da molti la sintesi del suo pensiero storico-filosofico.
Fece parte di moltissime istituzioni scientifiche e culturali in Europa e negli Stati Uniti e, all'inizio degli anni ottanta fu presidente dell'Accademia delle Scienze di Torino. Collaborò con il quotidiano La Stampa. Fu tra i fondatori del Centro Pannunzio di Torino insieme ad Arrigo Olivetti, Mario Soldati, Pier Franco Quaglieni. Ne divenne vicepresidente con la presidenza di Arrigo Olivetti. Fu membro del Comitato scientifico della Fondazione Luigi Einaudi di Torino.
Diverse sue opere sono in questi ultimi anni in ristampa (Giappichelli, Il Mulino, FrancoAngeli) in quanto considerate dagli studiosi contemporanei come di particolare interesse e utili a ricentrare sulla politica, in quanto tale, l'attuale modo di gestire la res publica.
La città di Torino gli ha intitolato la Biblioteca Civica della Cascina Giajone.

## Pensiero
Oltre che filosofo del diritto e storico del pensiero politico, Passerin d'Entrèves viene considerato il fondatore della filosofia politica italiana come disciplina a sé stante, finalmente distinta dalla Dottrina dello Stato. Paradossalmente ciò avviene proprio col libro Dottrina dello Stato, dove l'A. - ben diversamente dall'ordinamento tematico della Allgemeine Staatslehre, come pure dall'ordinamento cronologico per autori in uso nella storia del pensiero politico - ordina la materia secondo uno schema concettuale schiettamente filosofico: "forza", "potere", "autorità". Tale schema lumeggia tre facce della statualità, secondo una scala di qualificazione crescente: la "forza", qualificata dall'efficacia del comando; il "potere" come forza istituzionalmente organizzata e qualificata dal diritto; l'"autorità" come potere qualificato da una legittimazione ideale (per es. una qualche idea di bene comune, di patria, di giustizia).

## Opere
- La dottrina dello Stato: elementi di analisi e di interpretazione, prefazione di Eligio Resta, postfazione di Enrica Rigo, Torino: Giappichelli, (1962) 2009.
- Les bornes du royaume: écrits de philosophie politique et d'histoire valdôtaine, Milano: F. Angeli, 1984.
- Scritti sulla Valle d'Aosta, Bologna: Boni, 1979.
- La filosofia della politica, Torino: UTET, 1972.
- Per la storia del pensiero politico medievale: pagine sparse, Torino: G. Giappichelli, 1970.
- Dante politico e altri saggi, Einaudi, Torino 1955  (trad. en. Dante as a political thinker, Oxford: Clarendon Press, 1965.)
- Italy and Europe, Notthingham: University of Nottingham, 1952.
- Natural Law, Hutchinson University Library, 1951 (trad. it. La dottrina del diritto naturale, Torino 1954).
- Alessandro Manzoni: annual italian lecture of Bristish Academy 1949, London: G. Cumberlege, s.d.
- Morale, diritto ed economia, Pavia: Libreria Internazionale F.lli Treves, 1937.
- Morale, Roma: Athenaeum, 1937.
- Appunti di storia delle dottrine politiche: la filosofia politica medioevale, Torino: Giappichelli, 1934.
- Les Passerin, Ivrea: F. Viassone, 1933.
- "Stato e Chiesa secondo Zwingli", in Rivista internazionale di filosofia del diritto, Roma, 1931.
- La teoria del diritto e della politica in Inghilterra all'inizio dell'età moderna, Torino: Istituto giuridico della R. Università, 1929.
- Obbedienza e resistenza, Roma/Ivrea, Edizioni di Comunità, 2018